# Panda oleosa
Panda oleosa är en tvåhjärtbladig växtart som beskrevs av Jean Baptiste Louis Pierre. Panda oleosa ingår som enda art i släktet Panda och familjen Pandaceae. Inga underarter finns listade i Catalogue of Life.